# Vincenzo Petrocelli
Vincenzo Petrocelli, född 6 juli  1823 i Cervaro, död 2 februari 1896 i Neapel, var en italiensk målare,  vald till hedersprofessor vid Akademien i Neapel och åtskilliga utländska akademier, hans beskyddare var kung Ferdinand II av de två Sicilierna. Han studerade under Domenico Morelli och var aktiv som målare från 1850. Främst ägnade han sig åt historiemåleri, men målade också porträtt och genremåleri. Hans söner Achille Petrocelli och Arturo Petrocelli blev också målare.

## Museer
- Fresker i San Francesco-templet i Gaeta tillsammans med Domenico Morelli.
- Samlingar från Huset Savojen.
- Eremitaget, Sankt Petersburg[5].
- Museum i Caserta[6].
- Museet Capodimonte[7].
- Målarsamlingen i Kungliga palatset i Neapel.

### Italiensk utmärkelse
- Riddare av Military Order of Italy för konstnärliga meriter

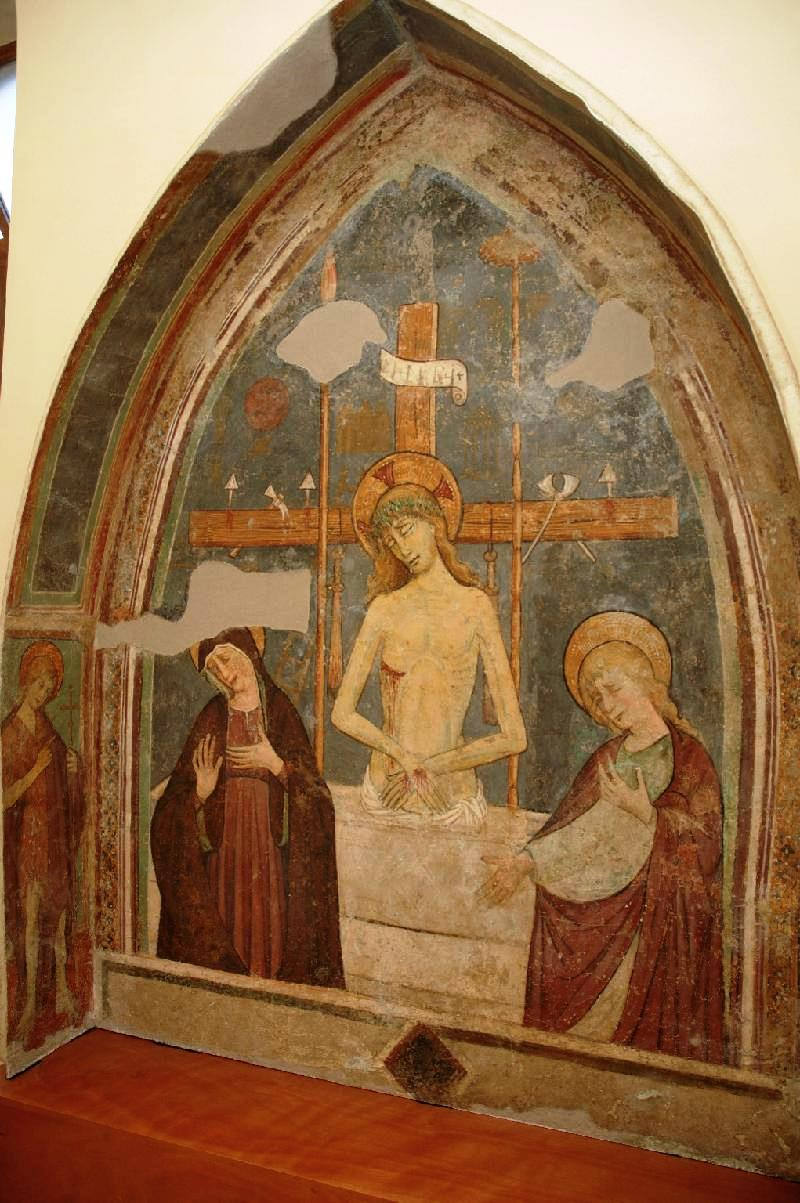
Affresco del Cristo in pietà tra i dolenti e san Giovanni Battista, Museo diocesano di Gaeta
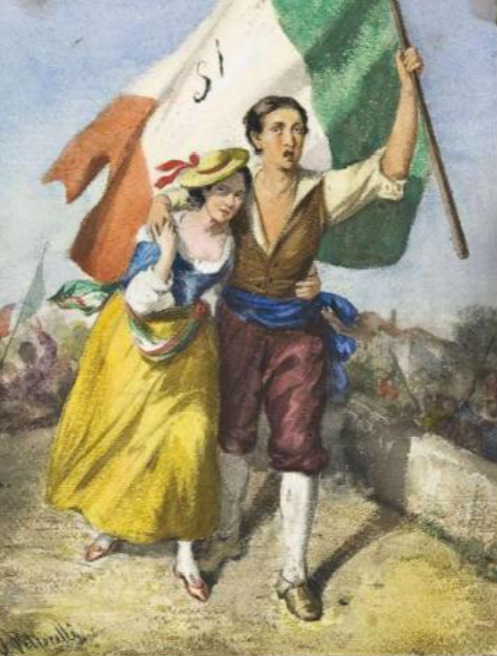
Italienska flaggan.
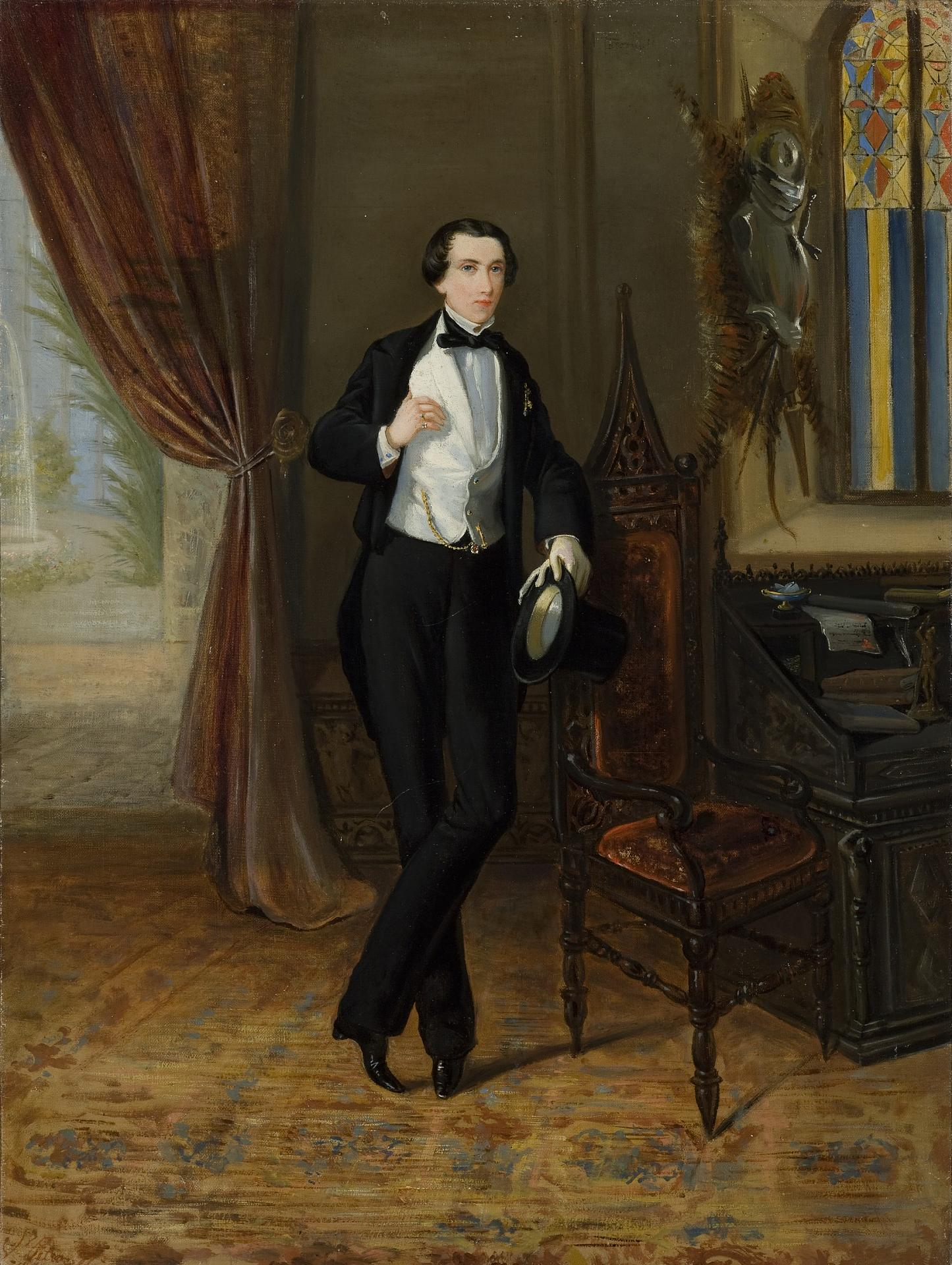
Vincenzo Petrocelli, Porträtt av den unge hertig N.B. Jusupov, Eremitaget, Sankt Petersburg, Ryssland.
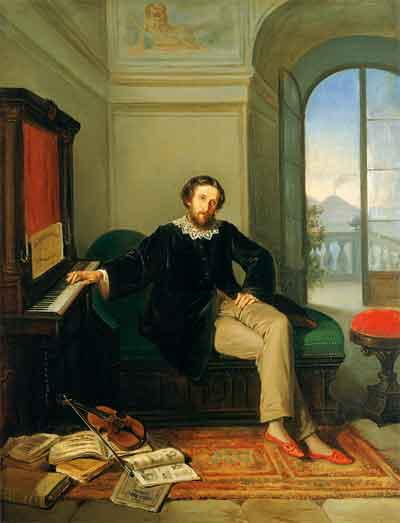
Porträtt av Nikolaj Borisovitj Jusupov, 1850.
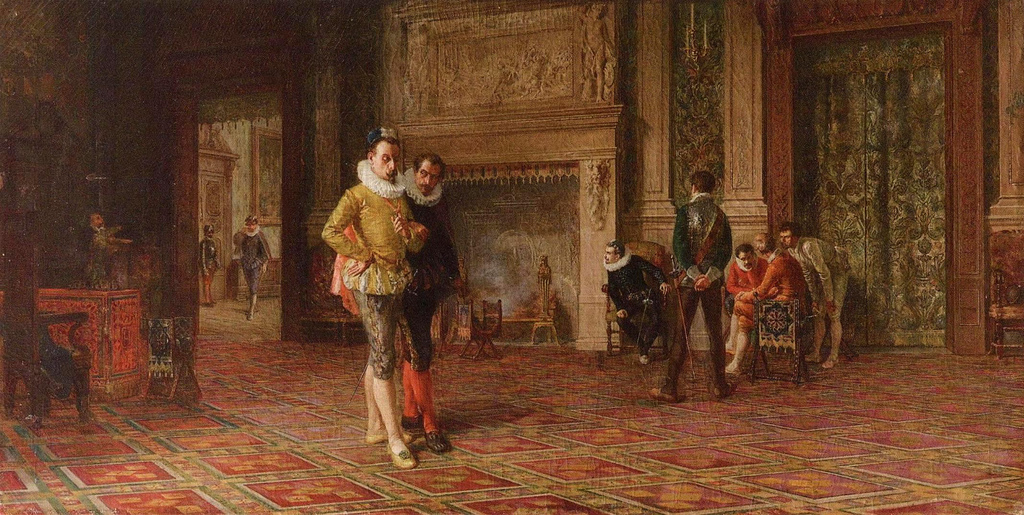
Konspiratörerna mot hertigen av Guise.
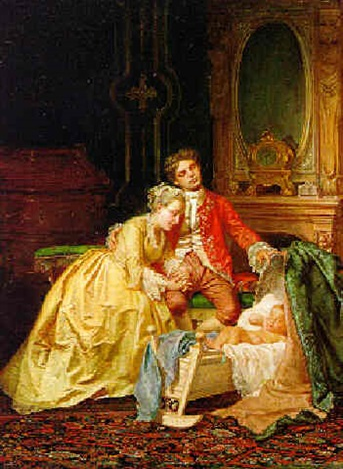
Den unga familen
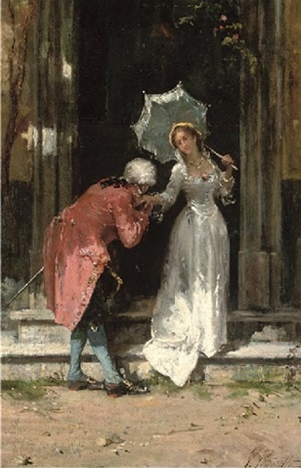
Hälsning av friare.
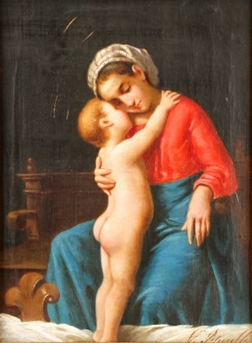
Mor med barn.
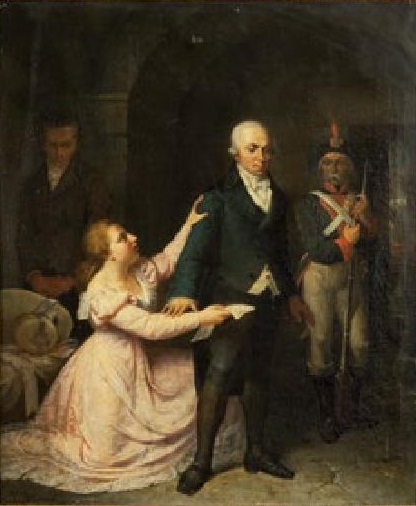
Arresteringen.